# Onthophagus lorianus
Onthophagus lorianus är en skalbaggsart som beskrevs av Gillet 1930. Onthophagus lorianus ingår i släktet Onthophagus och familjen bladhorningar. Inga underarter finns listade i Catalogue of Life.